# Ratusz w Grodkowie
Ratusz w Grodkowie – klasycystyczny budynek stojący na grodkowskim rynku, wzniesiony w 1840 według projektu Philippiego. Obecnie jest siedzibą Urzędu Stanu Cywilnego i kilku innych instytucji publicznych.

## Historia
Pierwszy ratusz został wzniesiony na przełomie XIV i XV wieku. W czasach późniejszych budowla ta była kilkakrotnie niszczona w pożarach i odbudowywana. W roku 1577 wzniesiono stojącą do dziś wieżę, a w roku 1668 nakryto ją hełmem. W latach 1833 i 1836, pod nadzorem mistrzów murarskich J. Fleischera i F. Plandera, wieża była restaurowana. W 1833 budynek spłonął w ogromnym pożarze miasta. Obecny ratusz zbudowany został w 1840 według projektu architekta Philippiego z Opola, przy wykorzystaniu ocalałej z pożaru wieży. W wyniku działań wojennych w 1945 ratusz został zniszczony. Odbudowano go w 1948. Po wojnie budowla była kilkakrotnie odnawiana, m.in. wykonano nowe pokrycie miedziane o formach neobarokowych w 1964.
Decyzją wojewódzkiego konserwatora zabytków z 13 kwietnia 1966 ratusz został wpisany do rejestru zabytków, pod numerem 1289/66.

## Architektura
Ratusz jest późnoklasycystyczną budowlą wzniesioną na planie prostokąta, na bokach fasady są dwa wydatne ryzality, a na ścianie przeciwległej jest trzeci, znacznie mniejszy. Najstarszą częścią ratusza jest wieża gotycko–renesansowa o wysokości 36 metrów, w dolnej części czworoboczna z kamiennymi szczycikami, wyżej przechodząca w ośmiobok zwieńczony tralkową galeryjką, ponad którą jest barokowy hełm z prześwitem. Poza wieżą z poprzedniego ratusza zachował się ostrołukowy gotycki portal z XVX wieku, znajdujący się w północnej części ratusza, oraz gotyckie sklepienia kolebkowe i niektóre sale przyziemia. W sieni znajduje się tablica z inskrypcją i herbem biskupa Baltazara Promnitza, a przed ratuszem stoi popiersie Józefa Elsnera, który urodził się w Grodkowie.

## Galeria

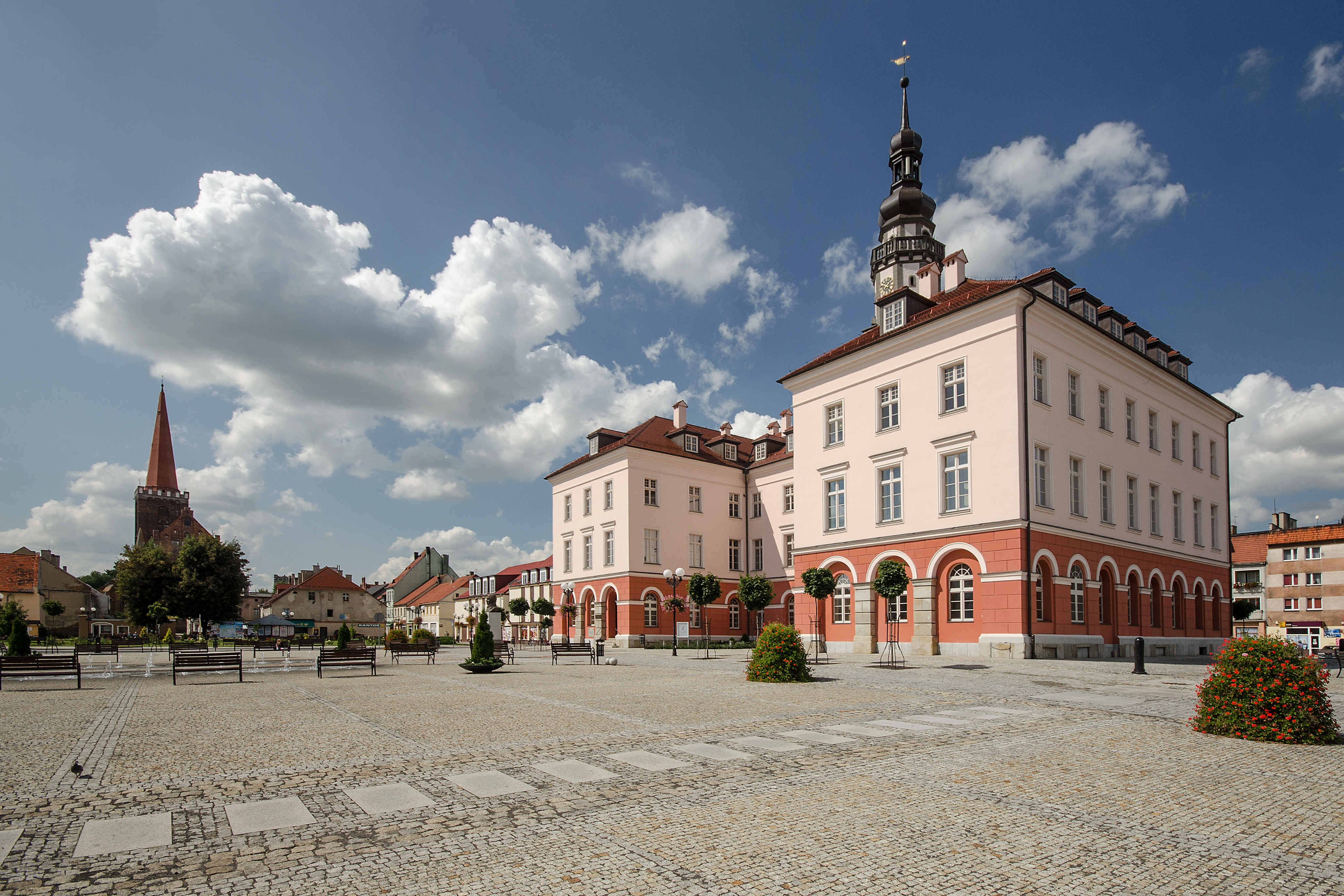
Widok od strony południowo-wschodniej
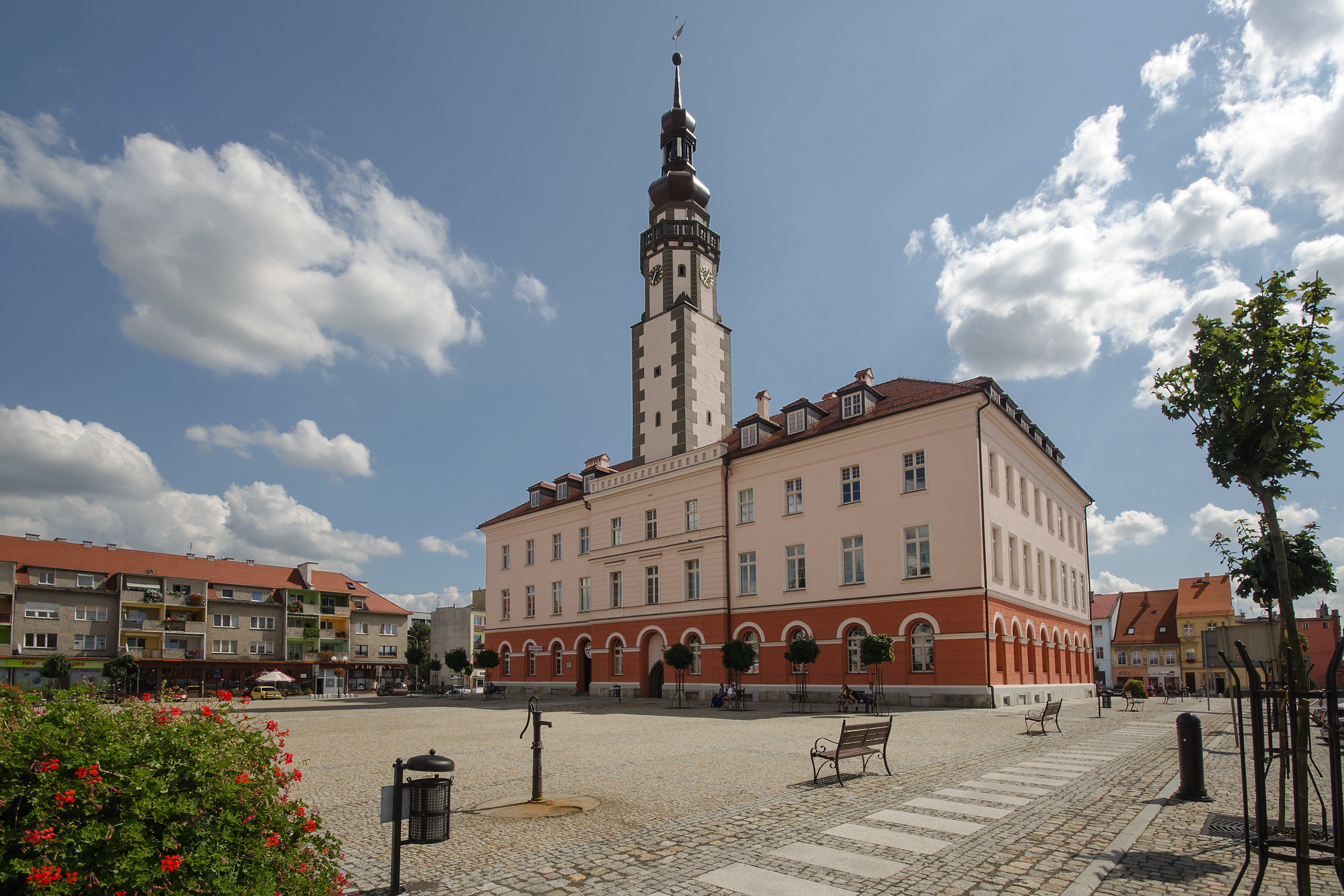
Widok od strony północno-zachodniej
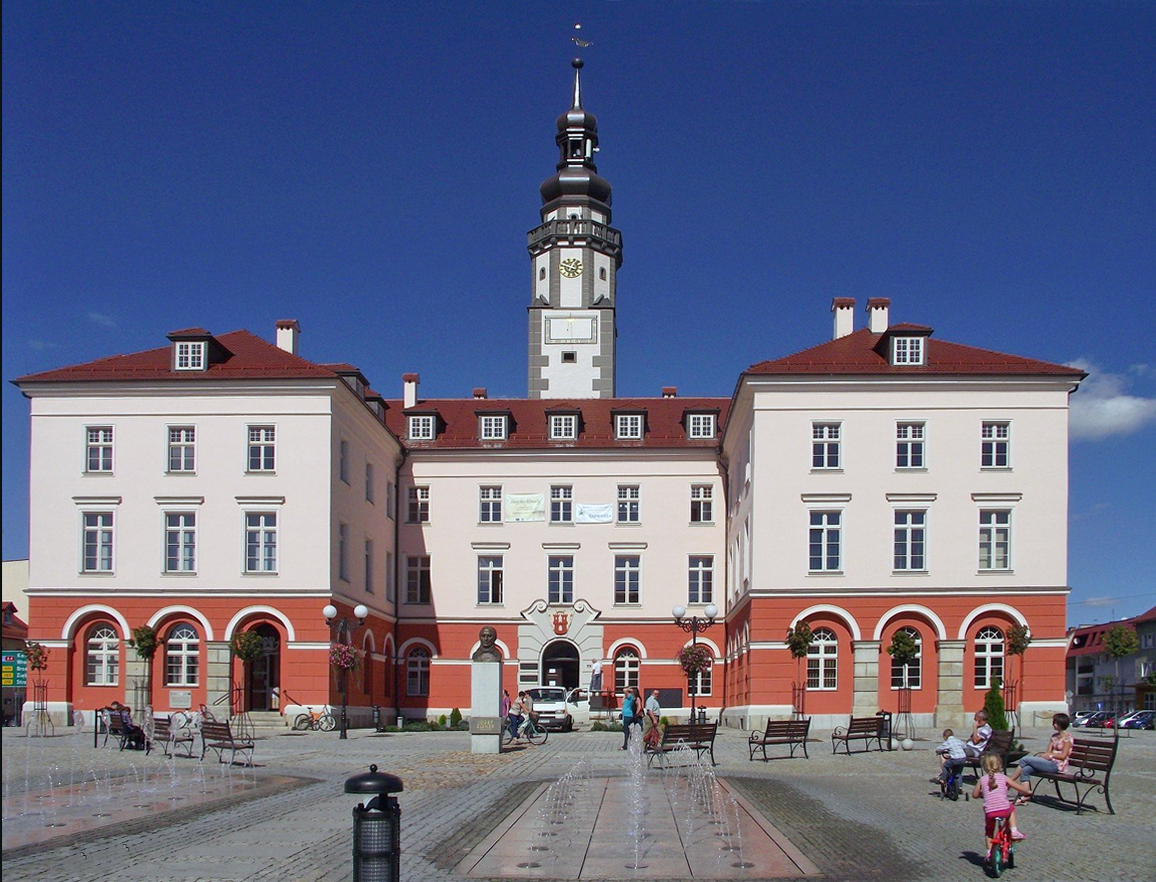
Fasada ratusza
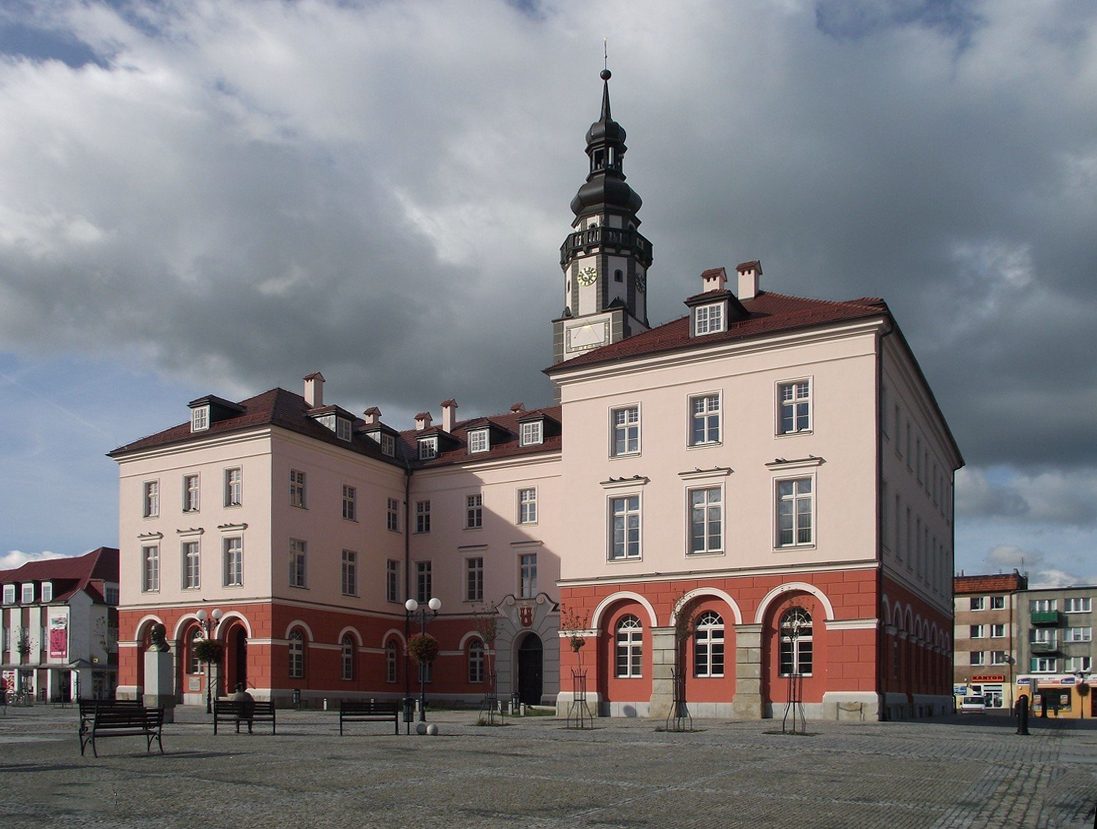
Prawy ryzalit fasady
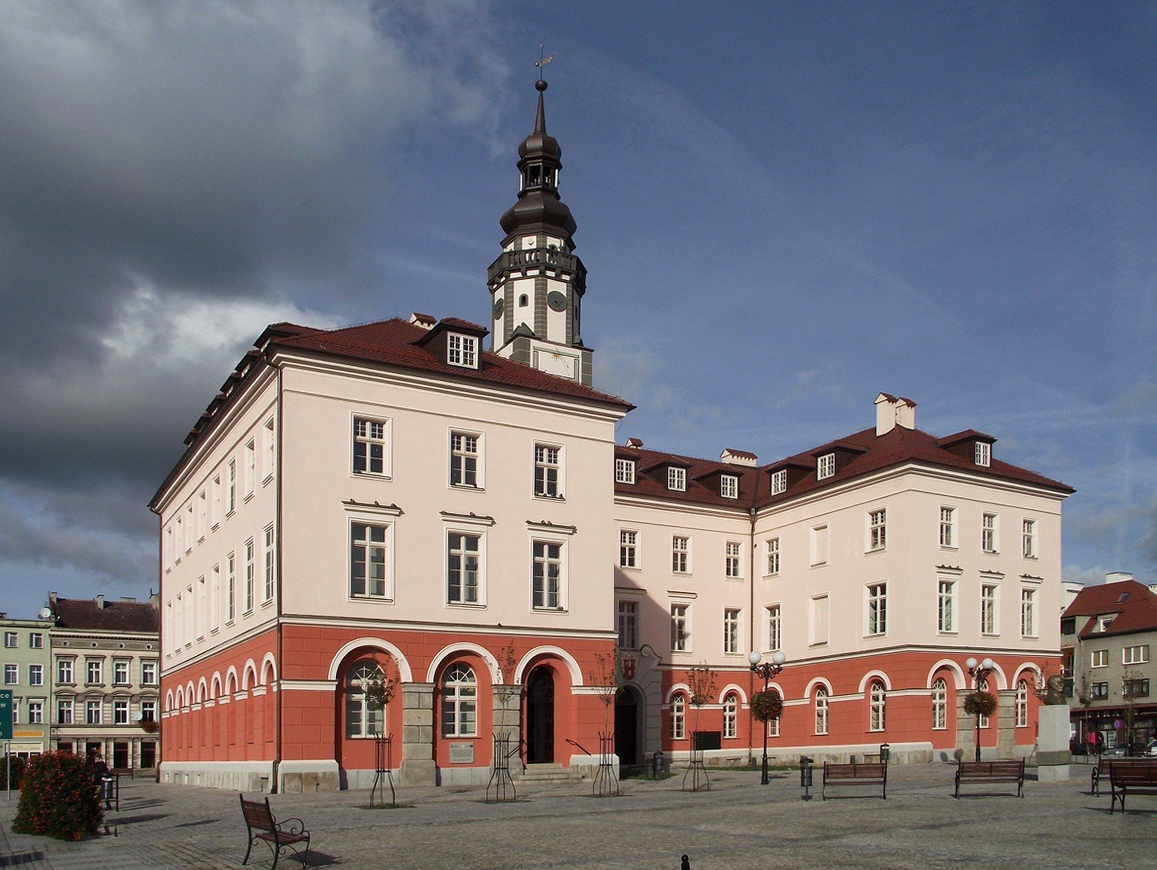
Lewy ryzalit fasady
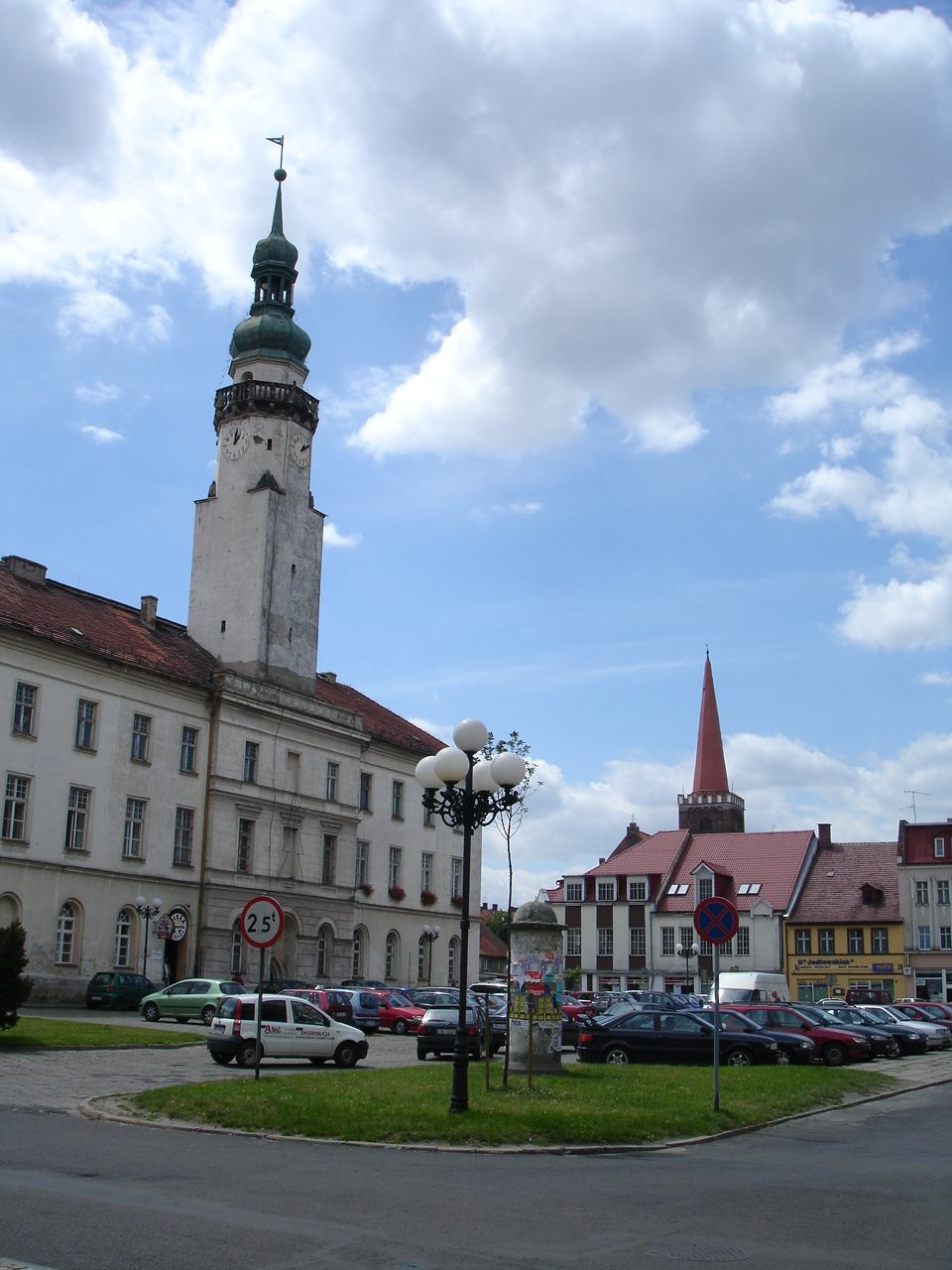
Ratusz w 2007 przed renowacją